# Група джерел «Берізки»
Група джерел «Берізки» — гідрологічна пам'ятка природи місцевого значення. Розташована на території Гайсинського району Вінницької області на південно-східній околиці села Берізки-Чечельницькі. Оголошена відповідно до Рішення Вінницького облвиконкому від 18.08.1983 року № 384. Охороняється група великодебітних джерел ґрунтової води, що живлять р. Савранку.